# Lago Portales
El lago Portales es un cuerpo de agua que se encuentra ubicado en la Región de Aysén del General Carlos Ibáñez del Campo, Chile, a 20 km de la ciudad de Puerto Aysén, en la Provincia de Aysén.

## Ubicación y descripción
Este lago forma una cadena formada por los lagos lago Rengifo, lago Zenteno y el lago Portales mismo. Estos desaguan al río Aysén a través de su último emisario, el río Gauques. 
Desde el punto de vista geológico, se ubica en el margen Sureste de la zona de la falla Liquiñe-Ofqui, a la cual se asocian una serie de lineamientos con direcciones predominantes en la zona, incidiendo en la organización del relieve y en la orientación de los ejes de erosión glacial y fluvial. El lago Portales representa una superficie 6,3 km², representando una cubeta de sobreexcavamiento glacial.

## Historia
El Lago Portales, como el sistema que lo conforma en conjunto con el lago Zenteno, proporciona grandes vestigios de asentamientos como aleros y cuevas, aumentando así las condiciones propicias para un poblamiento humano de sociedades de cazadores recolectores.
Luis Risopatrón lo describe en su Diccionario Jeográfico de Chile de 1924:
Portales (Lago). 45° 33' 72° 34' Es de mediana estension i desagua en su estremo NW al rio Blanco, del Aisen. 120, p. 34; 134; i 156.

## Población, economía y ecología
SERNATUR lo describe como:: 151 
Pequeño lago ubicado en el sector bajo del río Blanco. Para acceder a él se debe cruzar en balsa el río Blanco. Este lago presenta excelentes condiciones para la pesca recreativa.

### Acceso
Consta con acceso terrestre, por medio de la ruta X-550, crusando en balsa el río Blanco (Oeste), y continuando por la ruta X-606, accediendo al sector de Lago Portales.

### Geomorfología
A nivel regional, el Lago Portales se aloja en el margen NE de la Región Patagónica y Polar del Inlandsis Antártico. Localmente, este Lago se ubica en la subregión morfológica de las Cordilleras Patagónicas Orientales con Ríos y Lagos de Control Tectónico y Hundimiento (Börgel, 1983), sobre la Cordillera de los Andes bajo el efecto estructurador de la tectónica y modelador de la intensa actividad glacial cuaternaria. Se reconoce parcialmente la unidad morfoestructural de la Cordillera Principal, correspondiendo a las cumbres más altas del área (> 2.000 m s.n.m.). Las rocas aflorantes corresponden a plutones graníticos. Y depósitos poco consolidados recientes correspondiente a depósitos fluvioglacial y glaciolacustres.

### Flora y fauna
El predominio en esta zona es la región vegetal del Bosque magallánico siempre verde, Se trata de una selva siempre verde, que se instala donde las precipitaciones son superiores a 2.000 mm. Las especies dominantes son: Nothofagus betuloides (coigue de Magallanes),  Drimys winteri (canelo), Maytenus magellanica (leña dura), Pilgerodendron uvifera (ciprés de las Guaitecas) y Austrocedrus chilensis (ciprés de la Cordillera), Luma apiculada (arrayán). En este bosque también se desarrolla gran cantidad de musgos, líquenes y helechos además de arbustos tales como Berberis  ilicifolia (chelia),  Berberis  microphylla (calafate), Fuchsia magallanica (Chilco) y Ribes  magellanicum (zarzaparrilla).
La fauna presente en este sector de la cuenca, que corresponde al flanco oriental de la Cordillera Principal, se compone del puma del Sur (Puma concolor puma) y en las partes inaccesibles quedan todavía algunos ejemplares de huemul (Hippocamellus bisulcus).